# Piet Nak

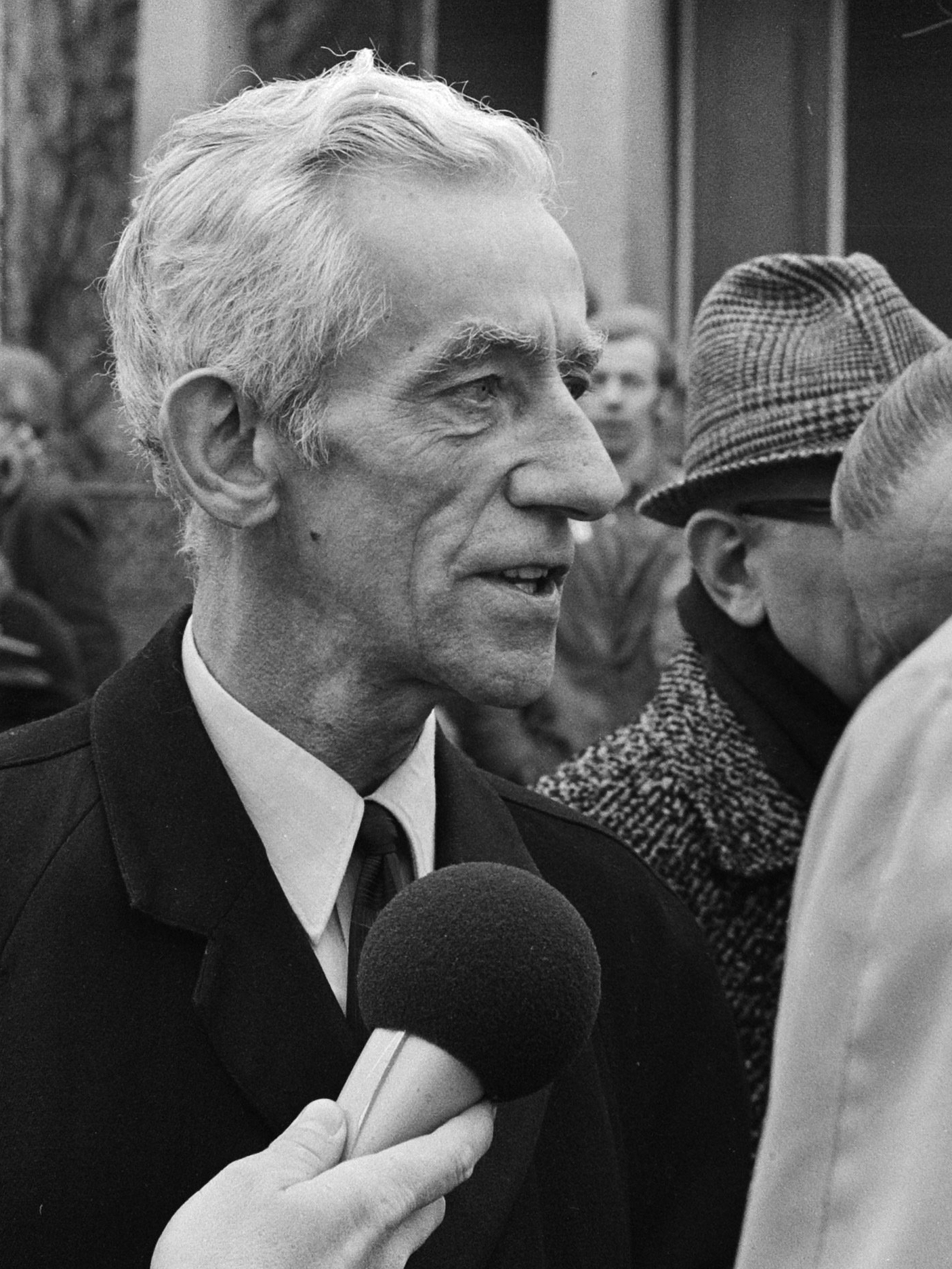
Piet Nak (1971)

Pieter Frederik Willem (Piet) Nak (Amsterdam, 28 december 1906 - Haarlem, 16 december 1996) was een Nederlands verzetsman en politiek activist. Nak was lid van de CPN. Hij, een vuilnisman en partijgenoot Willem Kraan, een stratenmaker, waren de aanstichters van de Februaristaking in Amsterdam in 1941. Hij ontving hiervoor in 1966 de Israëlische onderscheiding Yad Vashem, die hij overigens had teruggegeven, omdat hij vond dat de Israëliërs de Palestijnen slecht behandelden.
Na de oorlog begon hij een carrière als goochelaar en illusionist onder de artiestennaam Pietro Nakaro, ook wel Nakaro de Magiër. Ook bleef hij politiek actief en was betrokken bij de oprichting van het Amsterdamse Vietnam Comité (later Nationaal Comité Vietnam) en het Nederlands Palestina Komitee. In de jaren 50 kwam het tot een breuk met de Communistische Partij van Nederland, die naar zijn mening de jaarlijkse herdenking van de Februaristaking gebruikte voor eigen politiek gewin.
Piet Nak had de gewoonte het woord fascisme uit te spreken als "faksisme" en het woord Vietnam met de ie van 'Piet' Als reactie op dat laatste spraken sommige anderen zijn naam uit als "Pjet Nak".